# 塞塞
塞塞（法語：Cesset，法語發音：[sesɛ]）是法国阿列省的一个市镇，位于该省中部偏南，属于穆兰区。

## 地理
塞塞（46°18'14"N, 3°12'27"E）面积12.19 平方千米，位于法国奥弗涅-罗讷-阿尔卑斯大区阿列省，该省份为法国中部省份，北起涅夫勒省、西北接谢尔省，西南至克勒兹省，南至多姆山省，东南临卢瓦尔省，东临索恩-卢瓦尔省。
与塞塞接壤的市镇（或旧市镇、城区）包括：布朗萨、沙雷伊-桑特拉、弗勒里耶勒、拉费利讷、卢希-蒙方、蒙托尔。

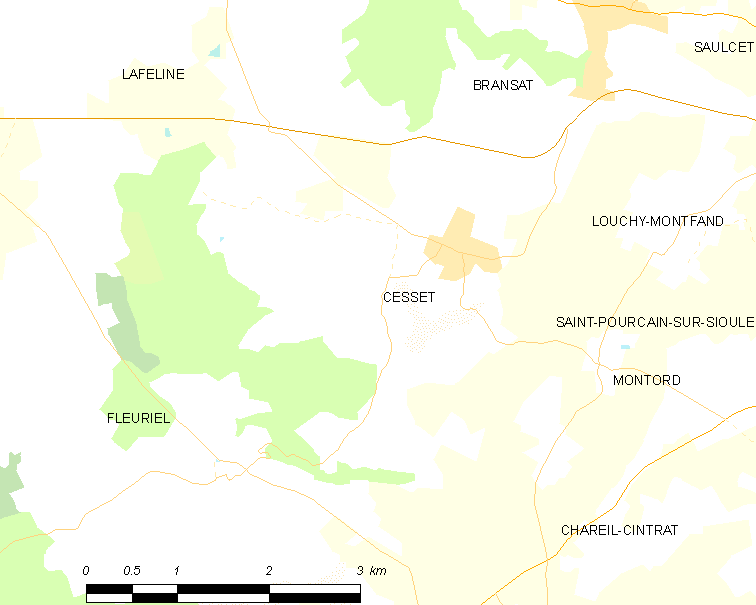
塞塞的OSM定位图

塞塞的时区为UTC+01:00、UTC+02:00（夏令时）。

## 行政
塞塞的邮政编码为03500，INSEE市镇编码为03049。

## 政治
塞塞所属的省级选区为苏维尼县。

## 人口

1962-2008年间塞塞人口变化图示

塞塞于2022年1月1日时的人口数量为428人。